# 美作市消防本部
美作市消防本部（みまさかししょうぼうほんぶ）は、岡山県美作市の消防部局（消防本部）。隣接する西粟倉村の消防事務を受託している。

## 管内の現況
- 管内の人口 - 28,811人
  - 美作市 - 27,359人
  - 西粟倉村 - 1,452人

2020年（令和2年）1月1日現在
- 管内の世帯数 - 13,023世帯
  - 美作市 - 12,412世帯
  - 西粟倉村 - 611世帯

2020年（令和2年）1月1日現在
- 管内の面積 - 487.26 km2
  - 美作市 - 429.29 km2
  - 西粟倉村 - 57.97 km2

2020年（令和2年）1月1日現在

## 沿革
- 1973年（昭和48年）4月 - 英田圏域消防組合消防本部及び消防署が発足する[2]。
- 2005年（平成17年）
  - 3月30日 - 英田圏域消防組合を解散する[2]。
  - 3月31日 - 美作市の発足に伴い、美作市消防本部が発足する[2]。
  - 3月31日 - 西粟倉村の消防事務の事務委託に関する規約を締結する[2]。
- 2006年（平成18年）4月 - 勝田駐在所、英田駐在所の運用を開始する[2]。
- 2012年（平成24年）4月 - 美作地区消防指令センターを設置し、津山圏域消防組合、真庭市消防本部、美作市消防本部による消防指令業務の共同運用を開始する[2]。
- 2015年（平成27年）3月 - 消防救急デジタル無線の運用を開始する[2]。

## 組織
- 消防長（消防司令長）
  - 消防総務課
    - 総務係
    - 消防団係

  - 予防課
    - 予防係
    - 危険物係

  - 美作市消防署
    - 警防課
      - 消防係
      - 救急係
      - 救助係
      - 機械装備係
      - 英田駐在所
      - 勝田駐在所

    - 大原出張所

2019年（平成31年）4月1日現在

## 消防署等

### 消防署
| 消防署       | 郵便番号   | 所在地                     | 出張所     | 駐在所                 |
| ------------ | ---------- | -------------------------- | ---------- | ---------------------- |
| 美作市消防署 | 〒707-0024 | 岡山県美作市楢原下1100番地 | 大原出張所 | 英田駐在所、勝田駐在所 |

### 出張所
| 出張所     | 郵便番号   | 所在地                 |
| ---------- | ---------- | ---------------------- |
| 大原出張所 | 〒707-0412 | 岡山県美作市古町1766-2 |

## 配置車両
| 配置車両     | 配置台数 |
| ------------ | -------- |
| 消防車       | 3        |
| 救助工作車   | 1        |
| 化学車       | 1        |
| 指揮車       | 2        |
| 救急車       | 5        |
| 資機材搬送車 | 1        |
| その他車両   | 5        |

2018年（平成30年）12月31日現在